# Outagamie County
Das Outagamie County ist ein County im US-amerikanischen Bundesstaat Wisconsin. Im Jahr 2020 hatte das County 190.705 Einwohner und eine Bevölkerungsdichte von 115 Einwohnern pro Quadratkilometer. Der Verwaltungssitz (County Seat) ist Appleton, benannt nach Samuel Appleton aus Boston, dem Schwiegervater von Amos A. Lawrence, dem Gründer der Lawrence University.

## Geografie
Das County liegt im Osten von Wisconsin zwischen der zum Michigansee gehörenden Green Bay und dem Lake Winnebago. Es ist im Nordosten etwa 15 km sowie im Osten etwa 60 km vom Michigansee entfernt und hat eine Fläche von 1669 Quadratkilometern, wovon 11 Quadratkilometer Wasserfläche sind.
Im Südosten wird es vom Unterlauf des Fox River durchflossen; durch den Westen des Countys fließen der Wolf River und dessen Nebenfluss, der Embarras River, die beide zum Stromsystem des Fox River gehören.
An das Outagamie County grenzen folgende Nachbarcountys:
|                  | Shawano County |                |
| Waupaca County   |                | Brown County   |
| Winnebago County |                | Calumet County |

## Geschichte
Das Outagamie County wurde 1851 aus Teilen des Brown County gebildet. Benannt wurde es nach einem indianischen Ausdruck, der frei übersetzt etwa Menschen vom gegenüberliegenden Ufer bedeutet.

## Bevölkerung
Nach der Volkszählung im Jahr 2010 lebten im Outagamie County 176.695 Menschen in 69.396 Haushalten. Die Bevölkerungsdichte betrug 106,6 Einwohner pro Quadratkilometer. In den 69.396 Haushalten lebten statistisch je 2,5 Personen.
Ethnisch betrachtet setzte sich die Bevölkerung zusammen aus 92,4 Prozent Weißen, 1,1 Prozent Afroamerikanern, 1,8 Prozent amerikanischen Ureinwohnern, 3,2 Prozent Asiaten, 0,1 Prozent Polynesiern sowie aus anderen ethnischen Gruppen; 1,4 Prozent stammten von zwei oder mehr Ethnien ab. Unabhängig von der ethnischen Zugehörigkeit waren 3,8 Prozent der Bevölkerung spanischer oder lateinamerikanischer Abstammung.
24,4 Prozent der Bevölkerung waren unter 18 Jahre alt, 63,2 Prozent waren zwischen 18 und 64 und 12,4 Prozent waren 65 Jahre oder älter. 50,1 Prozent der Bevölkerung war weiblich.
Das jährliche Durchschnittseinkommen eines Haushalts lag bei 57.584 USD. Das Pro-Kopf-Einkommen betrug 28.185 USD. 8,6 Prozent der Einwohner lebten unterhalb der Armutsgrenze.

## Ortschaften im Outagamie County
Citys
- Appleton1
- Kaukauna
- New London2
- Seymour

Villages
| - Bear Creek - Black Creek - Combined Locks - Greenville | - Hortonville - Howard3 - Kimberly - Little Chute | - Nichols - Shiocton - Wrightstown3 |

Census-designated place (CDP)
- Dale

Unincorporated Communities
| - Apple Creek - Binghamton - Center Valley - Cicero - Chicago Corners | - Darboy - Five Corners - Freedom - Hamples Corner - Isaar | - Leeman - Mackville - Medina - Murphy Corner - Sniderville3 | - Stephensville - Sugar Bush - Twelve Corners |

1 - teilweise im Calumet und im Winnebago County

2 - teilweise im Waupaca County

3 - teilweise im Brown County

## Gliederung
Das Outagamie County ist neben den vier Citys und elf Villages in 19 Towns eingeteilt:
| Town                | Einwohner (2010) | FIPS     |
| ------------------- | ---------------- | -------- |
| Town of Black Creek | 1259             | 55-07750 |
| Town of Bovina      | 1145             | 55-08975 |
| Town of Buchanan    | 6755             | 55-10750 |
| Town of Center      | 3402             | 55-13600 |
| Town of Cicero      | 1103             | 55-14750 |
| Town of Dale        | 2731             | 55-18525 |
| Town of Deer Creek  | 637              | 55-19200 |
| Town of Ellington   | 2758             | 55-23425 |
| Town of Freedom     | 5842             | 55-27650 |
| Town of Grand Chute | 20.919           | 55-30075 |
| Town of Hortonia    | 1097             | 55-35825 |
| Town of Kaukauna    | 1238             | 55-38825 |
| Town of Liberty     | 867              | 55-43875 |
| Town of Maine       | 866              | 55-48250 |
| Town of Maple Creek | 619              | 55-48775 |
| Town of Oneida      | 4678             | 55-60000 |
| Town of Osborn      | 1170             | 55-60400 |
| Town of Seymour     | 1193             | 55-72750 |
| Town of Vandenbroek | 1474             | 55-82400 |

| Deer Creek Maine Cicero Seymour Oneida Osborn Black Creek Bovina Maple Creek Liberty Hortonia Ellington Center Freedom Kau- kauna Vanden- broek Grand Chute Greenville Dale 1 2 3 4 5 6 7 8 9 10 11 12 13 14 1 – Bear Creek (Village) 2 – Nichols (Village) 3 – Seymour (City) 4 – Black Creek (Village) 5 – Shiocton (Village) 6 – New London (City) 7 – Hortonville (Village) 8 – Buchanan (Town) 9 – Wrightstown (Village) 10 - Kaukauna (City) 11 – Combined Locks (Village) 12 – Kimberly (Village) 13 – Little Chute (Village) 14 – Appleton (City) |